# استان والپارایزو
۳۳°۰۲′ جنوبی ۷۱°۳۳′ غربی / ۳۳٫۰۳۳°جنوبی ۷۱٫۵۵۰°غربی
استان والپارایزو (به [Provincia de Valparaíso] Error: {{Lang-xx}}: متن دارای نشانه‌گذاری ایتالیک است (راهنما)) یکی از چهار استان منطقه شیلی است. مرکز استان شهر ، شیلی است.